# (527604) 2007 VL305
(527604) 2007 VL305 è un asteroide troiano del pianeta Nettuno. Scoperto nel 2007, presenta un'orbita caratterizzata da un semiasse maggiore pari a 30,0259786 au e da un'eccentricità di 0,0640503, inclinata di 28,09534° rispetto all'eclittica.
Individuato nell'ambito del progetto Sloan Digital Sky Survey, presenta il medesimo periodo orbitale di Nettuno, ed orbita nel punto lagrangiano L4 della sua orbita, circa 60° innanzi rispetto al pianeta.